# DDR-Einzelmeisterschaft im Schach 1965
Die 15. DDR-Einzelmeisterschaft im Schach fand im Oktober und November 1965 in Annaberg-Buchholz statt.

## Allgemeines
Austragungsort war das Kreiskulturhaus "Erzhammer". Hauptschiedsrichter war Johannes Hoffmann aus Rüdersdorf. Die Teilnehmer hatten sich über das sogenannte Dreiviertelfinale sowie ein System von Vorberechtigungen und Freiplätzen für diese Meisterschaft qualifiziert.

## Meisterschaft der Herren
In Abwesenheit der früheren Meister Reinhart Fuchs, Wolfgang Pietzsch und Wolfgang Uhlmann errang der 27-jährige Student der Fertigungstechnik Lothar Zinn zum zweiten Mal den Meistertitel. Er setzte sich knapp vor Werner Golz durch, der erst in der letzten Runde (Remis gegen Nerenz) seine Chancen einbüßte. Die Fachpresse lobt Zinn für sein in allen Belangen hervorragendes Spiel. Ebenfalls hervorgehoben wird das Abschneiden der jüngeren Spieler Hennings und Neukirch, die in die Phalanx der Spitzengruppe eindrangen, während das Hallenser Trio (Möhring, Liebert, Malich) zu den Enttäuschungen gezählt wird. Joachim Franz kehrte nach langer Turnierpause zurück, startete mit fünf Siegen und hielt sich schließlich im vorderen Mittelfeld.

### Abschlusstabelle
|    | Teilnehmer                        | 01 | 02 | 03 | 04 | 05 | 06 | 07 | 08 | 09 | 10 | 11 | 12 | 13 | 14 | 15 | 16 | 17 | Punkte |
| -- | --------------------------------- | -- | -- | -- | -- | -- | -- | -- | -- | -- | -- | -- | -- | -- | -- | -- | -- | -- | ------ |
| 01 | Lothar Zinn (TSC Berlin)          |    | ½  | ½  | 1  | ½  | ½  | 0  | 1  | 1  | ½  | 1  | 1  | 1  | 1  | ½  | ½  | 1  | 11½    |
| 02 | Werner Golz (TSC Berlin)          | ½  |    | ½  | 1  | ½  | ½  | ½  | 0  | 1  | 1  | 1  | ½  | 1  | ½  | 1  | ½  | 1  | 11     |
| 03 | Artur Hennings (SC Leipzig)       | ½  | ½  |    | 1  | 0  | ½  | ½  | ½  | ½  | 1  | ½  | ½  | 1  | ½  | 1  | 1  | 1  | 10½    |
| 04 | Detlef Neukirch (SC Leipzig)      | 0  | 0  | 0  |    | ½  | ½  | ½  | 1  | 1  | 1  | 1  | 1  | 0  | 1  | 1  | 1  | 1  | 10½    |
| 05 | Günther Möhring (SC Chemie Halle) | ½  | ½  | 1  | ½  |    | ½  | 0  | 1  | 1  | 0  | 1  | 1  | 0  | ½  | 1  | ½  | 1  | 10     |
| 06 | Heinz Liebert (SC Chemie Halle)   | ½  | ½  | ½  | ½  | ½  |    | ½  | ½  | 1  | ½  | 1  | ½  | 1  | 1  | ½  | ½  | ½  | 10     |
| 07 | Burkhard Malich (SC Chemie Halle) | 1  | ½  | ½  | ½  | 1  | ½  |    | ½  | 0  | 0  | 1  | 0  | 1  | 1  | ½  | 1  | 1  | 10     |
| 08 | Joachim Franz (Motor Weimar)      | 0  | 1  | ½  | 0  | 0  | ½  | ½  |    | ½  | 1  | 0  | ½  | 0  | 1  | 1  | 1  | 1  | 08½    |
| 09 | Bodo Starck (TSC Berlin)          | 0  | 0  | ½  | 0  | 0  | 0  | 1  | ½  |    | ½  | 0  | 1  | 1  | 1  | 1  | 1  | 1  | 08½    |
| 10 | Manfred Schöneberg (SC Leipzig)   | ½  | 0  | 0  | 0  | 1  | ½  | 1  | 0  | ½  |    | ½  | 0  | 1  | 0  | 1  | 1  | 0  | 07     |
| 11 | Manfred Böhnisch (SC Leipzig)     | 0  | 0  | ½  | 0  | 0  | 0  | 0  | 1  | 1  | ½  |    | ½  | 1  | ½  | 0  | 1  | 1  | 07     |
| 12 | Dieter Brüntrup (TSC Berlin)      | 0  | ½  | ½  | 0  | 0  | ½  | 1  | ½  | 0  | 1  | ½  |    | ½  | ½  | ½  | ½  | 0  | 06½    |
| 13 | Hermann Brameyer (TSC Berlin)     | 0  | 0  | 0  | 1  | 1  | 0  | 0  | 1  | 0  | 0  | 0  | ½  |    | 0  | ½  | 1  | 1  | 06     |
| 14 | Werner Nerenz (Chemie Piesteritz) | 0  | ½  | ½  | 0  | ½  | 0  | 0  | 0  | 0  | 1  | ½  | ½  | 1  |    | ½  | 0  | ½  | 05½    |
| 15 | Anton Csulits (SC Chemie Halle)   | ½  | 0  | 0  | 0  | 0  | ½  | ½  | 0  | 0  | 0  | 1  | ½  | ½  | ½  |    | 1  | ½  | 05½    |
| 16 | Kurt Litkiewicz (Lok Rostock)     | ½  | ½  | 0  | 0  | ½  | ½  | 0  | 0  | 0  | 0  | 0  | ½  | 0  | 1  | 0  |    | ½  | 04     |
| 17 | Peter Hesse (Motor Magdeburg)     | 0  | 0  | 0  | 0  | 0  | ½  | 0  | 0  | 0  | 1  | 0  | 1  | 0  | ½  | ½  | ½  |    | 04     |

### Dreiviertelfinale
Das Dreiviertelfinale der Herren fand Ende August 1965 in Burg statt. Hauptschiedsrichter war Dieter Lentschu aus Berlin. Das insgesamt gut besetzte Turnier erfuhr durch einige jüngere Spieler eine wesentliche Bereicherung.
Unter den Teilnehmern befinden sich vier Spieler mit dem Familiennamen "Schmidt". Die Zeitschrift "Schach" gibt keine Vornamen an, so dass eine Zuordnung nicht möglich ist. Die hier angegebenen Vornamen stammen aus der "Mega Database" von Chessbase, welche jedoch zwei Positionen dem gleichen "Gerhard Schmidt" zuordnet. Bei den beiden weiteren Spielern dieses Namens handelt es sich demnach um Michael und Hermann Schmidt.
Gruppe A
|    | Teilnehmer      | 01 | 02 | 03 | 04 | 05 | 06 | 07 | 08 | 09 | 10 | Punkte |
| -- | --------------- | -- | -- | -- | -- | -- | -- | -- | -- | -- | -- | ------ |
| 01 | Lothar Zinn     |    | ½  | 1  | ½  | 1  | ½  | 1  | 1  | 1  | 1  | 7½     |
| 02 | Dieter Brüntrup | ½  |    | 1  | 1  | ½  | ½  | 1  | ½  | 1  | 1  | 7      |
| 03 | Joachim Franz   | 0  | 0  |    | 1  | ½  | 1  | 1  | 1  | 1  | 1  | 6½     |
| 04 | Werner Nerenz   | ½  | 0  | 0  |    | ½  | 1  | 1  | 1  | ½  | 1  | 5½     |
| 05 | G. Schmidt      | 0  | ½  | ½  | ½  |    | 0  | 0  | 1  | 1  | 1  | 4½     |
| 06 | Horst Broberg   | ½  | ½  | 0  | 0  | 1  |    | ½  | 0  | 1  | 1  | 4½     |
| 07 | Dieter Niziolek | 0  | 0  | 0  | 0  | 1  | ½  |    | 1  | 1  | 1  | 4½     |
| 08 | Joachim Jacobs  | 0  | ½  | 0  | 0  | 0  | 1  | 0  |    | 1  | 1  | 3½     |
| 09 | Heinz Isensee   | 0  | 0  | 0  | ½  | 0  | 0  | 0  | 0  |    | 1  | 1½     |
| 10 | D. Witt         | 0  | 0  | 0  | 0  | 0  | 0  | 0  | 0  | 0  |    | 0      |

Gruppe B
|    | Teilnehmer        | 01 | 02 | 03 | 04 | 05 | 06 | 07 | 08 | 09 | 10 | Punkte |
| -- | ----------------- | -- | -- | -- | -- | -- | -- | -- | -- | -- | -- | ------ |
| 01 | Günther Möhring   |    | 1  | 0  | ½  | 1  | 1  | 1  | 1  | 1  | 1  | 7½     |
| 02 | Manfred Böhnisch  | 0  |    | 1  | ½  | ½  | 1  | ½  | 1  | 1  | ½  | 6      |
| 03 | Erich Thiele      | 1  | 0  |    | 1  | 0  | ½  | 1  | 0  | 1  | 1  | 5½     |
| 04 | Hermann Brameyer  | ½  | ½  | 0  |    | ½  | 1  | 1  | 1  | 0  | 1  | 5½     |
| 05 | Eberhard Geissert | 0  | ½  | 1  | ½  |    | 0  | ½  | 1  | 0  | ½  | 4      |
| 06 | Bernd Schmitz     | 0  | 0  | ½  | 0  | 1  |    | 1  | 0  | 1  | ½  | 4      |
| 07 | Wiemer            | 0  | ½  | 0  | 0  | ½  | 0  |    | 1  | 1  | 1  | 4      |
| 08 | G. Schmidt        | 0  | 0  | 1  | 0  | 0  | 1  | 0  |    | 1  | 0  | 3      |
| 09 | Herbert Gohlke    | 0  | 0  | 0  | 1  | 1  | 0  | 0  | 0  |    | 1  | 3      |
| 10 | Max Zingler       | 0  | ½  | 0  | 0  | ½  | ½  | 0  | 1  | 0  |    | 2½     |

Gruppe C
|    | Teilnehmer      | 01 | 02 | 03 | 04 | 05 | 06 | 07 | 08 | 09 | 10 | Punkte |
| -- | --------------- | -- | -- | -- | -- | -- | -- | -- | -- | -- | -- | ------ |
| 01 | Artur Hennings  |    | ½  | 1  | ½  | 1  | 1  | 1  | ½  | 1  | 1  | 7½     |
| 02 | Detlef Neukirch | ½  |    | ½  | ½  | ½  | 1  | 1  | 1  | 1  | 1  | 7      |
| 03 | Peter Hesse     | 0  | ½  |    | ½  | 1  | 1  | 1  | 1  | 1  | ½  | 6½     |
| 04 | Kurt Litkiewicz | ½  | ½  | ½  |    | 0  | 1  | 1  | 1  | 1  | 1  | 6½     |
| 05 | M. Schmidt      | 0  | ½  | 0  | 1  |    | ½  | 0  | 1  | 0  | 1  | 4      |
| 06 | Bienert         | 0  | 0  | 0  | 0  | ½  |    | +  | 0  | 1  | 1  | 3½     |
| 07 | H. Schmidt      | 0  | 0  | 0  | 0  | 1  | –  |    | ½  | 1  | 1  | 3½     |
| 08 | Ulrich Kobe     | ½  | 0  | 0  | 0  | 0  | 1  | ½  |    | 1  | 0  | 3      |
| 09 | Horst Blachmann | 0  | 0  | 0  | 0  | 1  | 0  | 0  | 0  |    | 1  | 2      |
| 10 | Gerd Lorenz     | 0  | 0  | ½  | 0  | 0  | 0  | 0  | 1  | 0  |    | 1½     |

H. Schmidt trat zu der Partie gegen Bienert nicht an.

## Meisterschaft der Damen
Das Niveau des Frauenturniers wurde in der Fachpresse bemängelt, da mehrere Spitzenspielerinnen fehlten. So setzten sich die Favoritinnen Just und Winter durch, welche punktgleich einkamen und einen Stichkampf um die Meisterschaft bestreiten mussten. Lange sah es allerdings nach einem Erfolg von Ingrid Hänsel aus, die erst in Runde 9 mit einer Niederlage gegen Winter ihre Chancen einbüßte. Von den übrigen Spielerinnen wurde nur noch Johanna Feierabend (1937 – 2023) für ihren bislang besten Erfolg hervorgehoben.

### Abschlusstabelle
|    | Teilnehmer                           | 01 | 02 | 03 | 04 | 05 | 06 | 07 | 08 | 09 | 10 | 11 | Punkte |
| -- | ------------------------------------ | -- | -- | -- | -- | -- | -- | -- | -- | -- | -- | -- | ------ |
| 01 | Irene Winter (Lok Erfurt)            |    | ½  | 1  | 1  | 1  | 1  | ½  | 1  | 1  | ½  | 1  | 8½     |
| 02 | Gabriele Just (Uni Leipzig)          | ½  |    | ½  | 1  | 1  | 1  | 1  | 1  | ½  | 1  | 1  | 8½     |
| 03 | Ingrid Hänsel (Uni Leipzig)          | 0  | ½  |    | ½  | ½  | 1  | ½  | 1  | 1  | 1  | 1  | 7      |
| 04 | Johanna Feierabend (Rotation Berlin) | 0  | 0  | ½  |    | ½  | ½  | ½  | ½  | 1  | 1  | 1  | 5½     |
| 05 | Rita Jäschke (SC Chemie Halle)       | 0  | 0  | ½  | ½  |    | ½  | ½  | 1  | ½  | ½  | 1  | 5      |
| 06 | Jutta Zura (SC Chemie Halle)         | 0  | 0  | 0  | ½  | ½  |    | 1  | 1  | 0  | ½  | 1  | 4½     |
| 07 | Lieselotte Janssen (Chemie Colditz)  | ½  | 0  | ½  | ½  | ½  | 0  |    | 0  | 1  | ½  | ½  | 4      |
| 08 | Hildegard Richter (Uni Leipzig)      | 0  | 0  | 0  | ½  | 0  | 0  | 1  |    | 1  | 1  | ½  | 4      |
| 09 | Regina Transfeld (Chemie Halle)      | 0  | ½  | 0  | 0  | ½  | 1  | 0  | 0  |    | 1  | ½  | 3½     |
| 10 | Helma Beutner (Lok Waren)            | ½  | 0  | 0  | 0  | ½  | ½  | ½  | 0  | 0  |    | ½  | 2½     |
| 11 | Liddy Knoch (Einheit Meiningen)      | 0  | 0  | 0  | 0  | 0  | 0  | ½  | ½  | ½  | ½  |    | 2      |

Stichkampf
Den Stichkampf im Dezember 1965 in Erfurt gewann Gabriele Just klar mit 3:0 gegen Irene Winter. Die Leipziger Ärztin verteidigte ihren im Vorjahr errungenen Meistertitel damit erfolgreich.

### Dreiviertelfinale
Das Dreiviertelfinale der Damen fand im August 1965 in Burg statt. Hauptschiedsrichter war Dieter Lentschu aus Berlin. Da nur 14 Spielerinnen antraten, wurde ein Turnier nach Schweizer System über acht Runden ausgetragen. Die Fachpresse merkte erneut kritisch an, dass keine jüngeren Spielerinnen auf sich aufmerksam machten.
| Rang | Name               | Punkte |
| ---- | ------------------ | ------ |
| 1    | Irene Winter       | 6      |
| 2    | Lieselotte Janssen | 5½     |
| 3    | Luise Baumann      | 5½     |
| 4    | Johanna Feierabend | 5½     |
| 5    | Hildegard Richter  | 5      |
| 6    | Anita Zinn         | 5      |
| 7    | Heidrun Gallander  | 4½     |
| 8    | Liddy Knoch        | 4      |
| 9    | Fränze Janetzko    | 3½     |
| 10   | Hecht              | 3½     |
| 11   | Karin Sonnenberg   | 3½     |
| 12   | Heidi Sutor        | 3½     |
| 13   | Sophie Skladny     | 2      |
| 14   | Edith Semerad      | 0      |

## Jugendmeisterschaften
| Altersklasse | männlich                     | weiblich                  |
| ------------ | ---------------------------- | ------------------------- |
| Schüler      | Manfred Dietze (Hohenmölsen) | Helma Beutner (Lok Waren) |
| Jugend       | Lutz Espig (Lok Greiz)       | Gisela Grund (SC Leipzig) |